# Carlazzo
Carlazzo es una comune italiana de la provincia de Como, región de Lombardía. Tiene una población estimada, a fines de agosto de 2021, de 3096 habitantes.

## Evolución demográfica
| Gráfica de evolución demográfica de Carlazzo entre 1861 y 2021 |
|                                                                |
| Fuente ISTAT - elaboración gráfica de Wikipedia                |